# Kuća i vrt Miholjac don Mihovila Pavlinovića
Kuća i vrt Miholjac don Mihovila Pavlinovića nalaze se u Podgori.

## Opis
Istaknuti književnik i prosvjetitelj 19. st. don Mihovil Pavlinović sagradio je na zapadnom dijelu Podgore prizemnu kuću s jednom prostorijom i oko nje uredio šumu sred koje je kameni stol s klupama, ribnjak, šetnica i podzidi građeni suhozidom. U toj je kući boravio ljeti, pisao i sastajao se s kulturnim i političkim ličnostima prošlog stoljeća u Dalmaciji. Mjesto se spominje i u literaturi pod imenom "Miholjac".

## Zaštita
Pod oznakom Z-4882 zavedena je kao nepokretno kulturno dobro - pojedinačno, pravna statusa zaštićena kulturnog dobra, klasificirano kao "javne građevine".